# Liste von Bibliotheken in Schleswig-Holstein
Dies ist eine Liste der Bibliotheken in Schleswig-Holstein. Es wird unterschieden zwischen Wissenschaftlichen und Öffentlichen Bibliotheken. Die Öffentlichen Büchereien in Schleswig-Holstein werden durch die Büchereizentrale Schleswig-Holstein, mit Sitz in Rendsburg und Flensburg, erfasst und sind zumeist Mitglied des Deutschen Bibliotheksverbandes.

## Staatliche Bibliotheken
- Schleswig-Holsteinische Landesbibliothek, Kiel
- Landesarchiv Schleswig-Holstein
- Universitätsbibliothek Kiel

### Wissenschaftliche Bibliotheken
- Deutsche Zentralbibliothek für Wirtschaftswissenschaften (ZBW) Leibniz-Informationszentrum Wirtschaft, Kiel
- Zentrale Hochschulbibliothek Flensburg[1] zuständig für die Hochschule Flensburg und die Europa-Universität Flensburg
- Bibliothek der Fachhochschule Westküste in Heide
- Bibliothek der Fachhochschule Kiel
- Bibliothek der Muthesius Kunsthochschule Kiel
- Bibliothek der Hansestadt Lübeck
- Zentrale Hochschulbibliothek Lübeck,[2] zuständig für die Fachhochschule Lübeck und die Universität zu Lübeck
- Bibliothek der Musikhochschule Lübeck
- Eutiner Landesbibliothek, Eutin
- GEOMAR Bibliothek Kiel[3]

## Öffentliche Büchereien

### A
- Gemeindebücherei Ahrensbök
- Stadtbücherei Ahrensburg
- Gemeindebücherei Altenholz
- Deutsche Zentralbücherei Apenrade (Verband Deutscher Büchereien Nordschleswig)
- Gemeindebücherei Appen
- Gemeindebücherei Aumühle

### B
- Stadtbücherei Bad Bramstedt
- Stadtbibliothek Bad Oldesloe
- Stadtbücherei Bad Schwartau[4]
- Stadtbücherei Bad Segeberg
- Stadtbücherei Bargteheide
- Stadtbücherei Barmstedt
- Gemeindebücherei Barsbüttel
- Gemeindebücherei Bönningstedt
- Gemeindebücherei Börnsen
- Gemeindebücherei Boostedt
- Gemeindebücherei Bordesholm[5]
- Gemeindebücherei Bornhöved
- Gemeindebücherei Borsfleth
- Gemeindebücherei Borstel-Hohenraden
- Gemeindebücherei Brande-Hörnerkirchen
- Stadtbücherei Bredstedt[6]
- Gemeindebücherei Brokdorf
- Stadtbücherei Brunsbüttel
- Schul- und Gemeindebücherei Büchen
- Stadtbücherei Büdelsdorf
- Gemeindebücherei Büsum
- Stadtbücherei Fehmarn, Burg auf Fehmarn

### C / D / E
- Gemeindebücherei Dassendorf
- Stadtbücherei Eckernförde[7]
- Gemeindebücherei Ellerau
- Gemeindebücherei Ellerbek
- Stadtbücherei Elmshorn
- Kreisbibliothek Eutin[8]

### F
- Dänische Zentralbibliothek für Südschleswig, Flensburg, mit Filialbibliotheken in Schleswig, Husum und Eckernförde
- Leihverkehrs- und Ergänzungsbibliothek (LEB)[9]
- Stadtbibliothek Flensburg
- Gemeindebücherei Flintbek
- Gemeindebücherei Fockbek
- Gemeindebücherei Friedrichskoog
- Stadtbücherei Friedrichstadt

### G
- Bücherei Garding
- Stadtbücherei Geesthacht
- Bücherei Gelting
- Gemeindebücherei Gettorf
- Stadtbücherei Glinde[10]
- Stadtbücherei Glücksburg[11]
- Stadtbücherei Glückstadt
- Gemeindebücherei Grömitz
- Gemeindebücherei Groß Grönau
- Gemeindebücherei Großhansdorf

### H
- Bücherei Halstenbek
- Gemeindebücherei Hanerau-Hademarschen
- Bücherei Harrislee
- Gemeindebücherei Hasloh
- Stadtbücherei Heide
- Gemeindebücherei Heidgraben
- Gemeindebücherei Heikendorf
- Stadtbücherei Heiligenhafen
- Gemeindebücherei Helgoland
- Gemeindebücherei und -mediothek Henstedt-Ulzburg
- Bücherei Hörnum
- Gemeindebücherei Hohenlockstedt
- Gemeindebücherei Hohenwestedt
- Bücherei Hallig Hooge
- Stadtbibliothek Husum[12]

### I / J / K
- Stadtbibliothek Itzehoe
- Stadtbücherei Kaltenkirchen
- Stadtbücherei Kappeln
- Bücherei Keitum
- Stadtbücherei Kellinghusen
- Stadtbücherei Kiel
- Gemeindebücherei Klausdorf-Schwentine
- Gemeindebücherei Klein Offenseth-Sparrieshoop
- Stadtbücherei Krempe
- Gemeindebücherei Kronshagen
- Bücherei Kropp

### L
- Gemeindebücherei Laboe
- Bücherei Hallig Langeneß
- Stadtbücherei Lauenburg/Elbe
- Gemeindebücherei Leck
- Gemeindebücherei Lensahn
- Bücherei List
- Bibliothek der Hansestadt Lübeck[13]
- Stadtbücherei Lütjenburg

### M
- Stadtbücherei Marne
- Stadtbücherei Meldorf
- Gemeindebücherei Molfsee
- Stadtbücherei Mölln

### N
- Gemeindebücherei Nahe
- Amtsbücherei Amrum in Nebel/Amrum
- Stadtbücherei Neumünster
- Stadtbücherei Neustadt in Holstein
- Bücherei Nieblum/Föhr
- Stadtbücherei Niebüll[14]
- Stadtbücherei Norderstedt
- Stadtbücherei Nortorf

### O / P / Q
- Bücherei Hallig Oland
- Stadtbücherei Oldenburg/Holst.
- Gemeindebücherei Oststeinbek
- Bücherei Pellworm
- Stadtbücherei Pinneberg
- Stadtbücherei Plön
- Stadtbücherei Preetz[15]
- Gemeindebücherei Prisdorf
- Stadtbücherei Quickborn

### R
- Gemeindebücherei Raisdorf
- Bücherei Rantum/Sylt
- Gemeindebücherei Ratekau
- Stadtbücherei Ratzeburg
- Stadtbibliothek Reinbek[16]
- Stadtbücherei Reinfeld
- Gemeindebücherei Rellingen
- Stadtbücherei Rendsburg

### S
- Gemeindebücherei St. Michaelisdonn
- Gemeindebücherei St. Peter-Ording[17]
- Kreishauptbücherei Satrup
- Bücherei Schacht-Audorf[18]
- Gemeindebücherei Scharbeutz
- Stadtbücherei Schenefeld
- Stadtbücherei Schleswig[19]
- Gemeindebücherei Schönberg
- Gemeindebücherei Schönkirchen
- Bücherei Schuby
- Stadtbücherei Schwarzenbek
- Stationsbücherei Sörup
- Gemeindebücherei Stockelsdorf
- Gemeindebücherei Süderbrarup
- Bücherei Süderende/Föhr
- Gemeindebücherei Sülfeld

### T / U
- Gemeindebücherei Tangstedt
- Bücherei Tarp[20]
- Gemeindebücherei Timmendorfer Strand
- Stadtbücherei Tönning
- Stadtbücherei Tornesch
- Gemeindebücherei Trappenkamp
- Gemeindebücherei Trittau
- Stadtbücherei Uetersen
- Bücherei Utersum/Föhr

### V / W / X / Y / Z
- Stadtbücherei Wahlstedt
- Stadtbücherei Wedel[21]
- Bücherei Wenningstedt/Sylt
- Gemeindebücherei Wentorf
- Stadtbücherei Wesselburen[22]
- Stadtbücherei Westerland
- Gemeindebücherei Westerrönfeld
- Stadtbücherei Wilster[23]
- Gemeindebücherei Wohltorf
- Stadtbücherei Wyk

## Fahrbüchereien
- Fahrbücherei 2 im Kreis Rendsburg-Eckernförde[24]
- Fahrbücherei 3 im Kreis Steinburg[25]
- Fahrbücherei 5 im Kreis Nordfriesland[26]
- Fahrbücherei 6 im Kreis Schleswig-Flensburg[27]
- Fahrbücherei 7 im Kreis Schleswig-Flensburg[28]
- Fahrbücherei 8 im Kreis Rendsburg-Eckernförde[29]
- Fahrbücherei 9 im Kreis Plön[30]
- Fahrbücherei 10 im Kreis Plön[31]
- Fahrbücherei 11 im Kreis Stormarn[32]
- Fahrbücherei 12 im Kreis Segeberg[33]
- Fahrbücherei 13 im Kreis Dithmarschen[34]
- Fahrbücherei 14 im Kreis Ostholstein[35]
- Fahrbücherei 15 im Kreis Segeberg[36]
- Bücherbusse (Bogbusserne) der Dänischen Zentralbibliothek (verkehren in Südschleswig und Kiel)[37]

## Sonstige Bibliotheken
- Krankenhausbücherei Diakonissenanstalt Flensburg
- Bibliothek des Alten Gymnasiums Flensburg
- Kirchenbibliothek St. Nikolai Flensburg[38]
- Propsteibibliothek Flensburg
- Bibliothek des  Robbe & Berking Yachting Heritage Centres